# دنفر لوبيز
دنفر لوبيز مواليد 2 سبتمبر 1980 في كالوكان، هو لاعب كرة سلة فلبيني معتزل. بدأ مسيرته الاحترافية في سنة 2004. حمل الرقم 44. يبلغ طوله 6 قدم 1 بوصة (1.9 م). لعب مع سان ميغيل بيرمن في الرابطة الفلبينية لكرة السلة. اعتزل اللعب في 2009.